# Micromus felinus
Micromus felinus is een insect uit de familie van de bruine gaasvliegen (Hemerobiidae), die tot de orde netvleugeligen (Neuroptera) behoort. 
Micromus felinus is voor het eerst wetenschappelijk beschreven door Navás in 1912.